# Liparetrus semiflavus
Liparetrus semiflavus är en skalbaggsart som beskrevs av Lea 1917. Liparetrus semiflavus ingår i släktet Liparetrus och familjen Melolonthidae. Inga underarter finns listade i Catalogue of Life.